# Schloss Hötzing
Das unter Denkmalschutz stehende Schloss Hötzing befindet sich in dem gleichnamigen Ortsteil Hötzing der Oberpfälzer Gemeinde Schorndorf im Landkreis Cham (Hötzing 1).

## Geschichte
Der Ortsname verweist auf einen Hatzo oder Hezo als Gründer des Ortes hin. Der Ort erscheint urkundlich erstmals am 9. September 1003, als er aus dem Königsgut Roding mit weiteren Gütern von König Heinrich II. dem Hochstift Freising geschenkt wurde. Im 13. Jahrhundert war Hötzing Sitz der niederadeligen Familie der Hetzinger, die ihren Stammsitz vor 1338 verkauften und nach Cham zogen. Zwischen 1338 und 1358 waren hier die Fras und dann die Pulgl ansässig. Dann ging die Anlage an Ulrich den Göttlinger über. 1416 übersiedelte Caspar de Gotlingär nach Cham um und veräußerte Hötzing an die Thierlsteiner zu Thierlstein. Vermutlich war die Anlage damals ein von einem Wassergraben umzogener turmartiger Bau.
Von 1430 bis 1447 sind wieder die Fras als Besitzer bezeugt. Von 1460 bis 1539 sind hier die Preckendorfer. 1540 übernimmt Wolf von Tandorf, Richter zu Cham, das Landsassengut. 1609 verkauft die Witwe von dessen Sohn Hötzing an Hans Jacob von Pertolzhofen. 1619 brannte das Schloss ab, das berichtet er mit den Worten, dass mir mein Schloß oder wonhauß Hözing, sambt allen darinen gehabten mobilien, in anno 1619, durch entstandene Feürs prunst, zue grundt in Rauch uffgangen unnd verdorben sei. 1630 erwarb Hans Waltendorf den Besitz und ließ das Schloss wieder aufrichten. Über die Eyrl und die Köck kommt Hötzing 1750 an Josef Alois Freiherrn von Asch, Forstmeister zu Bruck. Dieser ließ 1762 das heutige Schloss erbauen.
1781 wird Graf Maximilian von Daun, Kämmerer, Land- u. Stadtoberrichter zu Straubing durch Heirat mit der Freiin von Asch Besitzer von Hötzing. Er erhält 1782 durch die churfürstliche Hofkammer München die Bräuschenkgerechtigkeit. Laut einem Kaufbrief von 1812 erwirbt die Gräfin Anna von Taufkirchen, geb. Freiin von Köckh, auf Thierlstein, Bruckberg und Traubenbach die Besitzung Hötzing. Deren Tochter Josepha heiratet 1809 den Karl Freiherr von Schacky auf Schönfeld, von Thierlstein. Hötzing erbt hierauf deren Tochter Anna Freiin von Schacky.
Diese Tochter Anna heiratet 1830 den Friedrich Freiherrn von Reitzenstein, wodurch der Besitz  zu Hötzing in die Familie der Freiherrn von Reitzenstein gelangt. 1861 folgt als Gutsherr von Hötzing der Sohn August Freiherr von Reitzenstein bis zum Jahr 1881.
1881 ging Hötzing an Josef und Anna Sauer aus Haid bei Walting über. Im 20. Jahrhundert war das Gut Hötzing schließlich weitestgehend unbewohnt, das Schloss verwahrloste damals zusehends. 2008 erwarb die Familie Stangl das abrissgefährdete Objekt und lässt es seitdem wieder revitalisieren.

## Schloss Hötzing heute
Das Schloss ist ein blockartiger zweigeschossiger Vollwalmdachbau. Er besitzt fünf bzw. sechs Fensterachsen, ein profiliertem Rundbogenportal, bezeichnet mit 1762, und im Dachbereich zahlreiche Schleppgauben. Teil des Schlosses war früher auch eine barocke Gartenanlage, die nun wiederhergestellt wird.
An der Nordostecke liegt die Schlosskapelle zur Schmerzhaften Mutter Gottes. Sie besitzt ein mit einer verschindelten Zwiebelhaube gekröntes Türmchen aus der zweiten Hälfte des 18. Jahrhunderts.
Hinzu gehört der hakenförmig angelegte Wirtschaftshof aus dem 18. Jahrhundert mit böhmischen Gewölben und mit Steinsäulen. Dieser (Kuhstall und Pferdestall) besitzt allerdings einen Sockelstein mit der Jahreszahl 1620. Dieser eingeschossiger und traufständige Satteldachbau besitzt Segmentbogenöffnungen und stammt aus der zweiten Hälfte des 19. Jahrhunderts.